# Бранко Бульєвич
Бранко Бульєвич (англ. Branko Buljevic; нар. 6 вересня 1947, Спліт, СФР Югославія) — австралійський футболіст хорватського походження, нападник.

## Клубна кар'єра
Народився в хорватському місті Спліт, футбольну кар'єру розпочав 1967 року в «ОФК Белград» з Першої ліги Югославії. Наступного року емігрував до Австралії. У 1968–1976 роках виступав у клубі «Футскрей ЮЮСТ», в якому грали емігранти з Югославії. Разом з командою тричі вигравав чемпіонат штату Вікторія (1969, 1971, 1973). 
У 1977 році перебрався в «Гейдельберг Юнайтед», з яким став бронзовим призером Національної футбольної ліги Австралії. Аналогічного успіху досяг 1980 року в складі «Саут Мельбурн». Останнім клубом у кар'єрі Бранко став «Футскрей ЮЮСТ», у футболці якого 1985 року завершив кар'єру футболіста.

## Кар'єра в збірній
У футболці національної збірної Австралії дебютував 7 жовтня 1972 року в переможному (4:1) матчі проти Індонезії в Джакарті. У 1973 році Австралія вперше виборола путівку на чемпіонат світу (1974 року). На турнірі в ФРН зіграв у всих трьох матчів австралійців на груповому етапі (з НДР 0:2, ФРН 0:3 та з Чилі 0:0). Поєдинок з Чилі став останнім для Бульєвича в національній команді.
У період з 1972 по 1975 рік у складі австралійської збірної зіграв 30 матчів, в яких відзначився 11-а голами (з урахуванням неофіційних поєдинків)